# باکوماتسو (فیلم)
باکوماتسو (انگلیسی: Bakumatsu) فیلمی در ژانر جیدای‌گکی به کارگردانی ایتو دایسوکه است که در سال ۱۹۷۰ منتشر شد. این فیلم شرح وقایع زندگی ساکاموتو ریوما و افراد اطراف او است.